# Belly River
Der Belly River ist ein 204 km langer rechter Nebenfluss des Oldman River in Montana (USA) und Alberta (Kanada). 181 km der Fließstrecke liegen in Kanada.

## Flusslauf
Der Belly River hat seinen Ursprung im Helen Lake in den Rocky Mountains im US-amerikanischen Glacier-Nationalpark. Der Fluss fließt in überwiegend nordnordöstlicher Richtung. Er durchfließt im Oberlauf den Elizabeth Lake und erreicht nach 23 km die Grenze nach Kanada. Dort durchfließt er auf einer Strecke von etwa 8 Kilometern den äußersten Osten des Waterton-Lakes-Nationalparks. Etwa 10 km nördlich der Grenze zweigt nach rechts ein Bewässerungskanal zum Paine Lake ab. Später zweigt ein weiterer Bewässerungskanal nach links zum Cochrane Lake ab. Der Belly River durchfließt die Great Plains in nordnordöstlicher Richtung und weist dabei ein starkes Mäander-Verhalten auf. Im Rahmen des Waterton-St. Mary Headworks System wird Wasser zu Bewässerungszwecken vom Waterton Reservoir, am Waterton River gelegen, zum Belly River und vom Belly River weiter zum St. Mary Reservoir, am Saint Mary River gelegen, geleitet. Der Waterton River mündet 7,5 km nördlich von Stand Off linksseitig in den Fluss. Der Belly River mündet schließlich 17 km westnordwestlich von Lethbridge in den Oldman River.
Eine Felsformation aus der Oberen Kreidezeit, die Belly-River-Formation, wurde nach dem Fluss benannt.